# 吴于廑
吴于廑（1913年—1993年4月9日），原名保安，字于廑，以字行，又字沼越，男，安徽休宁人，中国历史学家。

## 生平
1913年出生于江苏宝应，1935年毕业于私立东吴大学历史系。早年家境贫寒，没有受过完整的中学教育，后来因获奖学金才得以升入东吴大学，1935年大学毕业。抗战爆发后，吴于廑辗转流离至昆明，经朋友介绍，见到了时任西南联大法商学院院长兼南开大学经济研究所所长的陈序经教授。陈先生与他只谈了一个小时的话，就发现他才思敏捷，卓尔不群，当即决定他免试入学，作南开经济研究所的研究生。
1940年8月，停顿了数年之久的清华庚款公费留美考试又重新举行，共招取16名（外加林森奖学金1名），每个学科1名，其中绝大多数为理工科，而文科只有2名，吴于廑以“特优成绩”考取了清华大学第五届留美公费生，入哈佛大学文理科研究院深造，1944和1946年在哈佛大学先后获文学硕士和哲学博士学位。与韩德培、张培刚并称哈佛三剑客。1947年，吴于廑先生应周鲠生的邀请，回国到武汉大学任教在哈佛大学先后获文学硕士和哲学博士学位。历任武大历史系主任、武大副校长。
1950年，他在全校朝鲜战争参军参干动员大会上，以“学大汉武立国”（把“国立武汉大学”牌楼按由左至右顺序来读）为题作讲演。1960年代，他与周一良共同主编了中国第一部大型世界通史教材，正式建立起中国的世界史学科。1970年代以来，他的一系列著作在中国世界史学界引起了强烈共鸣，被誉为“世界历史新理论在中国兴起”。成为《中国大百科全书·外国历史卷》共列举的八位中国的世界历史学家之一。

## 家庭
儿子吴遇，1954年生，安徽休宁人，旅美自由经济人、画家、学者、评论家。1977年考入武汉大学历史系。1993年博士毕业於美国约翰·霍普金斯大学历史系，方向为美国贸易史，现居北加州Pleasanton市。曾经为其父《古代的希腊和罗马》一书的再版写过一篇声情并茂的後记《因为风，我们去看看希腊和罗马》。

## 弟子
学生王受之（美国艺术中心设计学院终身教授、上海科技大学创意与艺术学院副院长），向榮（复旦大学历史学系教授），陈勇（武汉大学历史学院教授），刘景华（天津师范大学历史文化学院和欧洲文明研究院教授） ，姚凯（深圳大学经济学院教授）。